# Smilax krukovii
Smilax krukovii là một loài thực vật có hoa trong họ Smilacaceae. Loài này được A.C.Sm. miêu tả khoa học đầu tiên năm 1939.